# Industry (Texas)
Industry ist eine kleine Stadt (City) im Austin County im US-Bundesstaat Texas in den Vereinigten Staaten von Amerika. Das U.S. Census Bureau hat bei der Volkszählung 2020 eine Einwohnerzahl von 268 ermittelt.

## Geschichte
Der Ort ist der älteste dauerhaft von Deutschstämmigen besiedelte in Texas. 1831 siedelte sich der aus Deutschland stammende Johann Friedrich Ernst mit seiner Familie im Gebiet des heutigen Industry an. Neben Obstplantagen wurde vor allem zunächst der Tabakanbau zur Haupteinnahmequelle der Siedler, die den Tabak zu Zigarren weiterverarbeiteten und diese in den umliegenden Städte wie Houston oder Galveston verkauften. 1838 erhielt der Ort eine Poststation, und ab dem folgenden Jahr parzellierte Ernst einen Teil seines Landes, um die Landparzellen an Siedler zu verkaufen. In Industry wurde 1841 der Teutonia-Orden gegründet. In den 1850er Jahren entwickelte sich der Baumwollanbau zur Haupterwerbsquelle der Gegend und dominierte die wirtschaftliche Struktur der Gegend bis in die 1950er Jahre hinein. Zwischen 1850 und 1890 ließen sich zahlreiche deutsche Immigranten in Industry nieder, und die Einwohnerzahl des Ortes wuchs bis Mitte der 1920er Jahre. Seit dem Ende der 1920er Jahre war die Bevölkerungszahl rückläufig. So lebten 1985 noch rund 600 Einwohner in dem Ort, 1990 waren es noch 475 und seit Beginn der 2000er Jahre stagniert die Einwohnerzahl bei etwas über 300.

## Persönlichkeiten
- Joseph von Boos zu Waldeck (1798–1880), Offizier
- Gustav Dresel (1818–1848), Konsul
- Caroline Ernst (1819–1902), Siedlerin
- Friedrich Ernst (1796–1848), Siedler
- Robert Justus Kleberg (1803–1888), Richter
- John York (1800–1848), Offizier und Politiker